# Wake the Dogs
Wake the Dogs ist das neunte Studioalbum der Ibbenbürener Band Donots. Es wurde am 27. April 2012 beim Label Vertigo Records veröffentlicht.

## Geschichte/Stil
Ähnlich wie beim Vorgängeralbum ist der Stil zwischen popbeeinflussten Punk und Indie-Rock. Für Elemente des Folk Rocks bzw. Folk Punks sorgte u. a. der beim Album mitwirkende Frank Turner. Einflüsse wurden auch von Joe Strummer (The Clash) gesehen. Bei einigen Stücken gibt es auch elektronische Einsprengsel.

## Kritik
Kai Butterweck von Laut.de gab dem Album 4 von 5 Sternen und schrieb: „Auch wenn das komplette Album einen durchgehend roten Faden besitzt und mitunter das bisher vielleicht homogenste Werk der Band darstellt, steht dennoch jeder Song für sich, so widersprüchlich das auch klingen mag.“ Florian Schneider von Tonspion.de schrieb, die Donots hätten immer noch jede Menge Energie, „sie kanalisieren sie nur anders.“ Die Band wecke „mit ihrem neunten Album Hunde, die sie früher gar nicht beachtet hätten.“ Er gab 4 von 6 Sternen.

## Titelliste
1. Wake the Dogs – 3:13
2. Into the Grey – 2:42
3. Come Away with Me – 3:36
4. You’re So Yesterday – 3:09
5. Don’t Ever Look Down – 2:22
6. Born a Wolf – 2:27
7. Control – 2:56
8. Solid Gold – 2:34
9. You Got It – 3:20
10. I Don’t Wanna Wake Up – 2:47
11. Chasing the Sky – 3:33
12. All You Ever Wanted – 3:23
13. Manifesto – 3:11
14. So Long – 3:51